# Robert de Wurtemberg
Robert de Wurtemberg (en allemand, Robert Maria Klemens Philipp Joseph Herzog von Württemberg), né le 14 janvier 1873 à Meran, et mort le 12 avril 1947 au château d'Altshausen, est un membre de la Maison de Wurtemberg.

## Biographie

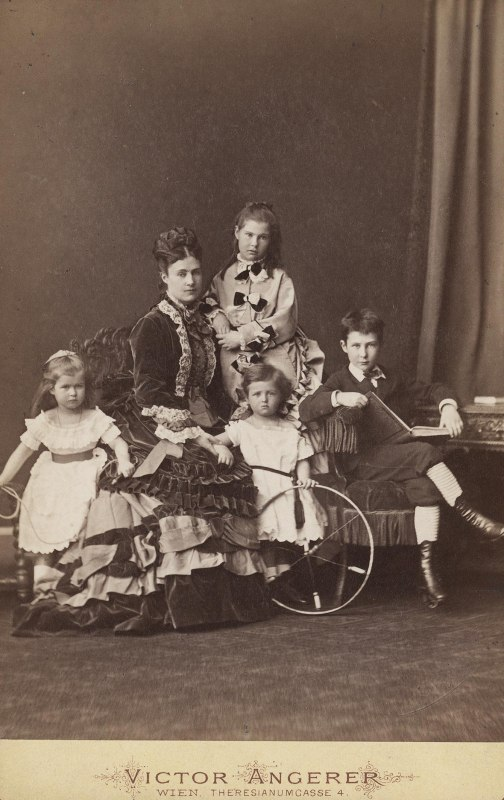
Robert (debout au centre) et sa mère, ses frère et sœurs en 1876.

### Famille
Robert de Wurtemberg est le second fils et le quatrième des cinq enfants du duc Philippe de Wurtemberg (1838-1917) et de l'archiduchesse Marie-Thérèse d'Autriche (1845-1927),.
Par sa grand-mère paternelle Marie d'Orléans, Robert est un arrière-petit-fils de Louis-Philippe Ier roi des Français, tandis que par sa grand-mère maternelle, Hildegarde de Bavière, il est un arrière-petit-fils de Louis Ier roi de Bavière.
Il passe son enfance et sa jeunesse dans les différentes résidences de ses parents dans l'empire d'Autriche.

### Mariage
Robert de Wurtemberg se marie le 29 octobre 1900 à Vienne avec Marie-Immaculée archiduchesse d'Autriche et princesse de Toscane (1878-1968), septième des dix enfants de l'archiduc Charles Salvator de Habsbourg-Toscane (1839-1892) et de son épouse la princesse Marie-Immaculée des Deux-Siciles (1844-1899),.
Ce mariage est demeuré sans postérité,.

### Carrière militaire et politique
Le duc Robert grandit à Vienne où il réussit sa Matura en 1894. Cependant, le duc se destine à une carrière militaire et était incorporé dans l'armée depuis 1891. En 1895, il devient jusqu'à la chute de la monarchie en 1918, membre de la Chambre des seigneurs de Wurtemberg et y siège de manière effective.
Robert de Wurtemberg est à la suite du 2e uhlans poméraniens, régiment no 9 et commandant de la 7e division de cavalerie de l'armée prussienne durant la Première Guerre mondiale. Il obtient les grades suivants :
- 1891 : Sekondeleutnant
- 1896 : Premierleutnant
- 1900 : Rittmeister
- 1904 : Major
- 1907 : Oberstleutnant
- 1909 : Oberst
- 1913 : Generalmajor
- 1916 : Generalleutnant

### Mort
Robert de Wurtemberg meurt au château d'Altshausen, le 12 avril 1947, à l'âge de 74 ans, et est inhumé dans la crypte de l'église Saint-Michel du château d'Alsthausen.

## Honneurs
Robert de Wurtemberg est :
- Grand-croix de l'ordre de la Couronne de Wurtemberg (Wurtemberg, 1887).
- Chevalier de l'ordre de la Toison d'or (Empire austro-hongrois, 1900).
- Chevalier de l'ordre de Saint-Hubert (Bavière, 1903).
- Grand-croix de l'ordre de la Couronne de Wende (Mecklembourg, 1906).
- Grand-croix avec épées de l'ordre de Frédéric (Royaume de Wurtemberg, 1916).
- Grand-croix de l'ordre de Saint-Étienne (Empire austro-hongrois, 1917).
- Grand-croix de l'ordre de Saint-Joseph (grand-duché de Toscane).
- Chevalier de l'ordre de la Fidélité (Bade).
- Grand-croix de l'ordre royal de la Maison de Hohenzollern.
- Chevalier de l'ordre de l'Aigle noir (Prusse).
- Chevalier de l'ordre de la Couronne de Rue (Saxe).
- Grand-croix de l'ordre du Faucon blanc (Saxe-Weimar).

## Ascendance
|  |                                        |  |  |  |  |  |  |  |  |  |  |  |  |
|  | 8. Alexandre de Wurtemberg             |  |  |  |  |  |  |  |  |  |  |  |  |
|  |                                        |  |  |  |  |  |  |  |  |  |  |  |  |
|  |                                        |  |  |  |  |  |  |  |  |  |  |  |  |
|  | 4. Alexandre de Wurtemberg             |  |  |  |  |  |  |  |  |  |  |  |  |
|  |                                        |  |  |  |  |  |  |  |  |  |  |  |  |
|  |                                        |  |  |  |  |  |  |  |  |  |  |  |  |
|  | 9. Antoinette de Saxe-Cobourg-Saalfeld |  |  |  |  |  |  |  |  |  |  |  |  |
|  |                                        |  |  |  |  |  |  |  |  |  |  |  |  |
|  |                                        |  |  |  |  |  |  |  |  |  |  |  |  |
|  | 2. Philippe de Wurtemberg              |  |  |  |  |  |  |  |  |  |  |  |  |
|  |                                        |  |  |  |  |  |  |  |  |  |  |  |  |
|  |                                        |  |  |  |  |  |  |  |  |  |  |  |  |
|  | 10. Louis Philippe Ier                 |  |  |  |  |  |  |  |  |  |  |  |  |
|  |                                        |  |  |  |  |  |  |  |  |  |  |  |  |
|  |                                        |  |  |  |  |  |  |  |  |  |  |  |  |
|  | 5. Marie d'Orléans                     |  |  |  |  |  |  |  |  |  |  |  |  |
|  |                                        |  |  |  |  |  |  |  |  |  |  |  |  |
|  |                                        |  |  |  |  |  |  |  |  |  |  |  |  |
|  | 11. Marie-Amélie de Bourbon-Siciles    |  |  |  |  |  |  |  |  |  |  |  |  |
|  |                                        |  |  |  |  |  |  |  |  |  |  |  |  |
|  |                                        |  |  |  |  |  |  |  |  |  |  |  |  |
|  | 1. Robert de Wurtemberg                |  |  |  |  |  |  |  |  |  |  |  |  |
|  |                                        |  |  |  |  |  |  |  |  |  |  |  |  |
|  |                                        |  |  |  |  |  |  |  |  |  |  |  |  |
|  | 12. Charles-Louis d'Autriche-Teschen   |  |  |  |  |  |  |  |  |  |  |  |  |
|  |                                        |  |  |  |  |  |  |  |  |  |  |  |  |
|  |                                        |  |  |  |  |  |  |  |  |  |  |  |  |
|  | 6. Albert de Teschen                   |  |  |  |  |  |  |  |  |  |  |  |  |
|  |                                        |  |  |  |  |  |  |  |  |  |  |  |  |
|  |                                        |  |  |  |  |  |  |  |  |  |  |  |  |
|  | 13. Henriette de Nassau-Weilbourg      |  |  |  |  |  |  |  |  |  |  |  |  |
|  |                                        |  |  |  |  |  |  |  |  |  |  |  |  |
|  |                                        |  |  |  |  |  |  |  |  |  |  |  |  |
|  | 3. Marie-Thérèse d'Autriche            |  |  |  |  |  |  |  |  |  |  |  |  |
|  |                                        |  |  |  |  |  |  |  |  |  |  |  |  |
|  |                                        |  |  |  |  |  |  |  |  |  |  |  |  |
|  | 14. Louis Ier de Bavière               |  |  |  |  |  |  |  |  |  |  |  |  |
|  |                                        |  |  |  |  |  |  |  |  |  |  |  |  |
|  |                                        |  |  |  |  |  |  |  |  |  |  |  |  |
|  | 7. Hildegarde de Bavière               |  |  |  |  |  |  |  |  |  |  |  |  |
|  |                                        |  |  |  |  |  |  |  |  |  |  |  |  |
|  |                                        |  |  |  |  |  |  |  |  |  |  |  |  |
|  | 15. Thérèse de Saxe-Hildburghausen     |  |  |  |  |  |  |  |  |  |  |  |  |
|  |                                        |  |  |  |  |  |  |  |  |  |  |  |  |
|  |                                        |  |  |  |  |  |  |  |  |  |  |  |  |